# Philippe Jacob Ehret
Pour les articles homonymes, voir Ehret.
Philippe Jacob Ehret est un orfèvre actif à Strasbourg au XVIIe siècle.

## Biographie
Philippe Jacob Ehret est reçu maître à Strasbourg en 1639.

## Œuvre

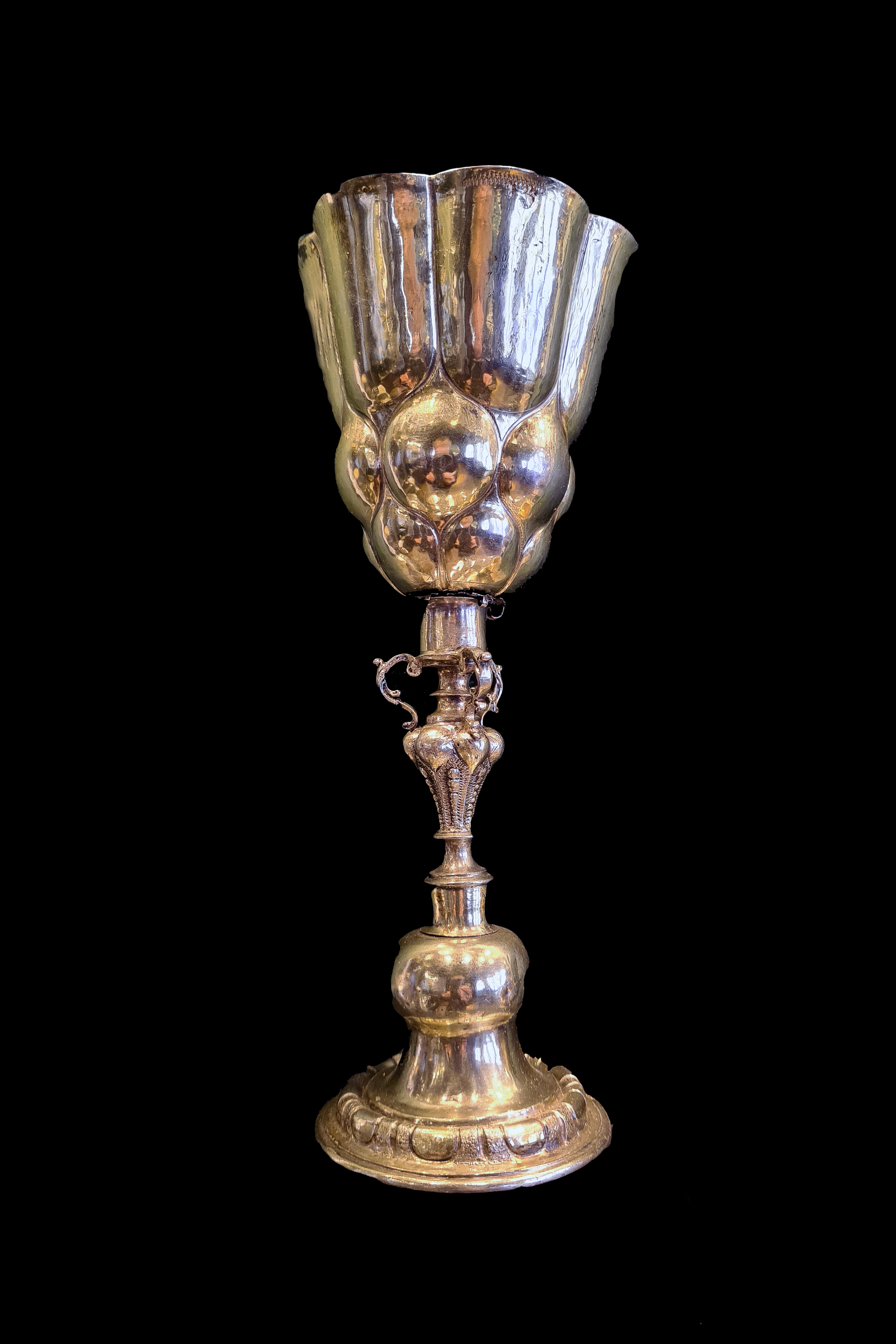
Hanap sur pied (vers 1640).

Le musée de l'Œuvre Notre-Dame à Strasbourg conserve un hanap sur pied en argent doré, repoussé et ciselé, réalisé vers 1640. La pièce porte le poinçon du maître et celui aux armes de la ville, avec fleur de lys.

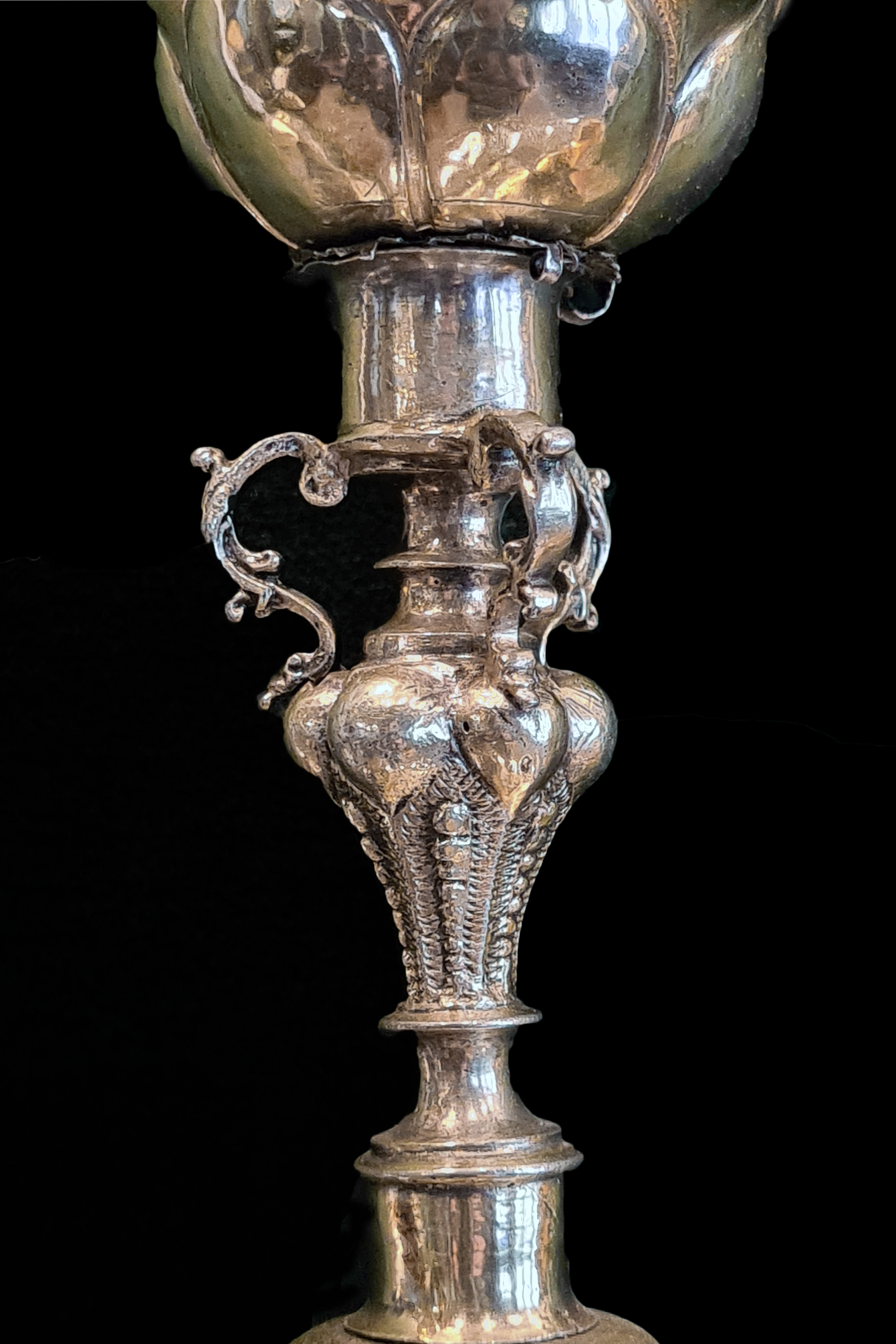
La partie resserrée est accostée de trois rinceaux ciselés en feuillage (détail).

La coupe, en forme de cloche renversée, comporte deux rangées de bossages ovales et d'une troisième rangée de bossages longs à sommets plats et ouverts.
En 1948, cette pièce a été présentée au pavillon de Marsan, à Paris, lors de l'exposition Chefs-d'œuvre de l'art alsacien et de l'art lorrain.
De 1640 également, on connaît de lui un gobelet repoussé et ciselé.